# جيبسي (ميزوري)
جيبسي (بالإنجليزية: Gipsy)‏ هي إحدى المجتمعات الفردية (غير مصنفة) في ولاية ميزوري في الولايات المتحدة الأمريكية.